# Петер Венцель (важкоатлет)
Петер Венцель (нім. Peter Wenzel, 15 квітня 1952) — німецький важкоатлет.
Бронзовий призер Олімпійських Ігор 1976 року в середній вазі.
Чемпіон світу 1975 (середня вага) року, срібний призер 1973 (середня вага), 1977 (середня вага) років, бронзовий призер 1974 (середня вага), 1976 (середня вага), 1978 (середня вага), 1979 (середня вага) років.
Чемпіон Європи 1975 (середня вага) року, срібний призер 1974 (середня вага), 1976 (середня вага), 1977 (середня вага) років, бронзовий призер 1979 (середня вага) року.